# Jan a Jákob
Svatí Jan a Jákob († 4. století) byli křesťanští duchovní a mučedníci.
Jan byl biskupem a Jákob knězem. Oba pocházeli z Persie. Kázali o křesťanství a mnoho lidí přivedli k jejich víře. Byli zatčeni za krále Šápúra II., a za svou víru byli mučeni. Nakonec byli roku 332 nebo 343 sťati.
Jejich svátek se připomíná 1. listopadu.